# Doula
Doula (navneord, udtales ”duu la”), er en professionel ikke-medicinsk fødselshjælper, som selv har født og er uddannet til at hjælpe og støtte de kommende familier før, under og efter fødslen.
Ordets oprindelse: fra græsk og betyder 'tjenerinde'. Mod betaling kan en kvinde få støtte og vejledning af doulaen både før, under og efter fødslen, således at kvinden får den bedst mulige fødselsoplevelse.